# Viva chi.../Martino
Viva chi.../Martino è un singolo del duo Gigi & Andrea e del Coro dei Piccoli Cantori di Milano, pubblicato dalla EMI (catalogo 3C 096-18523) nel 1980.

## Il disco
Si tratta del terzo singolo del duo Sammarchi-Roncato – ovvero Gigi & Andrea – e del quattordicesimo del Coro dei Piccoli Cantori di Milano.
Entrambi i brani sono editi dalla Edizioni musicali Belriver.
I testi sono stati scritti da Fosco Gasperi, mentre le musiche sono state composte da Corrado Castellari (che, in questo disco, assume lo pseudonimo di "Bipap").

## Tracce

### Lato A
1. Viva chi...

### Lato B
1. Martino

## Staff artistico
- Gigi e Andrea – voci
- I Piccoli Cantori di Milano – diretti da Niny Comolli